# Ercé-près-Liffré
Ercé-près-Liffré (tiếng Breton: Herzieg-Liverieg) là một xã của tỉnh Ille-et-Vilaine, thuộc vùng Bretagne, miền tây bắc nước Pháp.

## Dân số
Người dân ở Ercé-près-Liffré được gọi là Ercéens.
| 1962                                            | 1968 | 1975 | 1982 | 1990 | 1999 | 2005 | 2007        |
| ----------------------------------------------- | ---- | ---- | ---- | ---- | ---- | ---- | ----------- |
| 868                                             | 813  | 763  | 1024 | 1122 | 1364 | 1730 | 1799 (est.) |
| Starting in 1962: Population without duplicates |      |      |      |      |      |      |             |